# Caja Postal de Ahorros
La Caja Postal de Ahorros fue una caja de ahorros española que existió entre 1909 y 1991.

## Historia
Fundada mediante ley del 14 de junio de 1909, no contó, sin embargo, con un reglamento operativo hasta 1916. En aquel momento se convirtió en la única caja de ahorros española de ámbito nacional, dado que sus sucursales estaban presentes en todas las oficinas de Correos existentes en España.
Desapareció en 1991, tras su integración junto a otros bancos públicos en la corporación Argentaria.